# Jardin Catherine-Labouré
Le jardin Catherine-Labouré est un espace vert du 7e arrondissement de Paris, dans les quartiers Invalides, École-Militaire et Saint-Thomas-d'Aquin.

## Situation et accès
Le jardin est accessible par le 29, rue de Babylone.
Il est desservi par les lignes 10 et 12 à la station Sèvres - Babylone.

## Origine du nom
Son nom perpétue le souvenir de Catherine Labouré (1806-1876), jeune religieuse ayant eu des apparitions de la Vierge au XIXe siècle en la chapelle jouxtant le jardin ; c'est aussi en relation avec les apparitions célèbres reçues par Catherine Labouré que cette chapelle a reçu le nom de chapelle Notre-Dame-de-la-Médaille-miraculeuse,.

## Historique
Ce jardin a été ouvert au public à la suite d'une convention passée en 1977 entre la Compagnie des Filles de la Charité et la Ville de Paris.
Caché derrière ses hauts murs, cet ancien potager des religieuses est ombragé par une tonnelle, planté de vignes et de nombreux arbres fruitiers. On y trouve un potager et des jeux pour enfants.

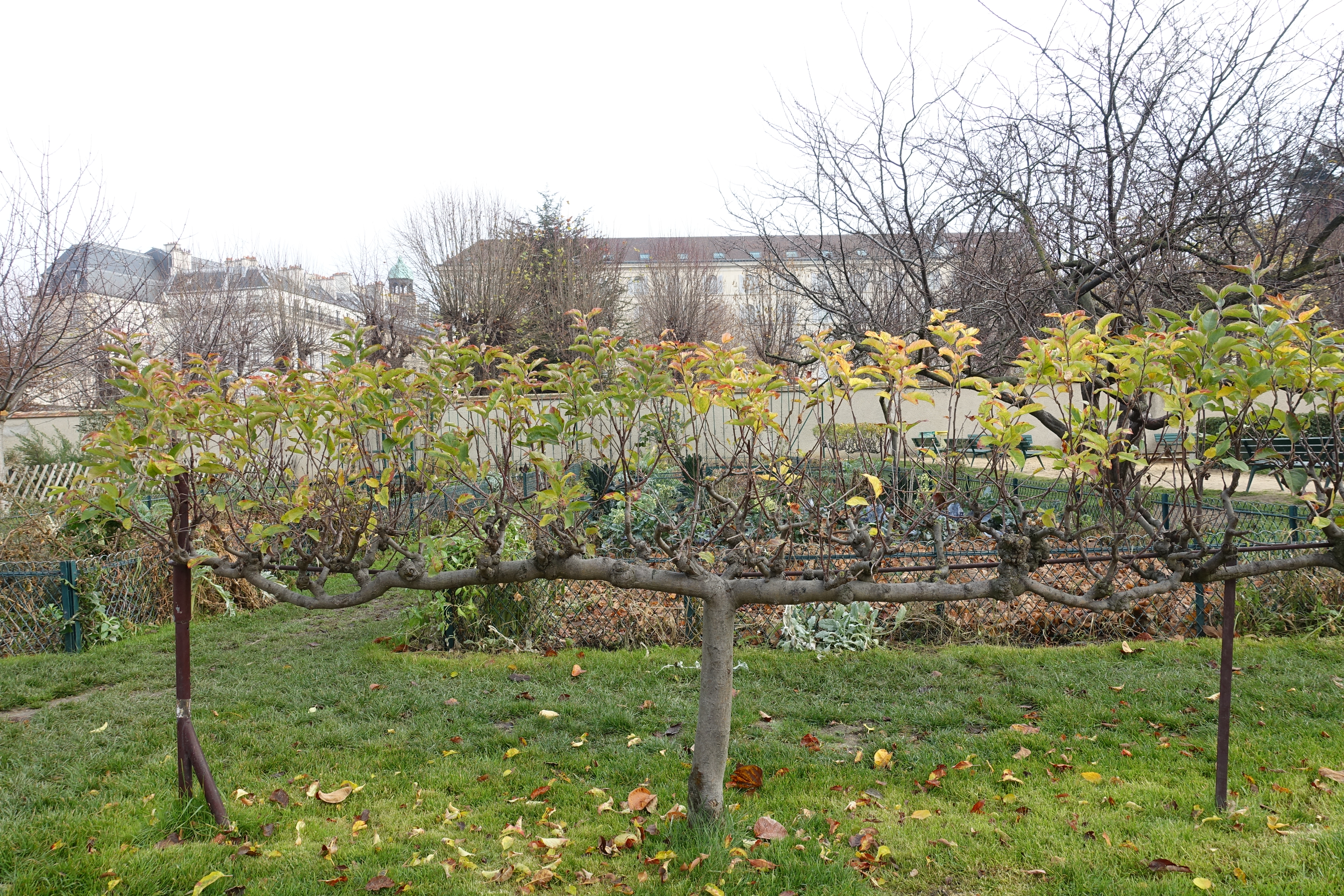
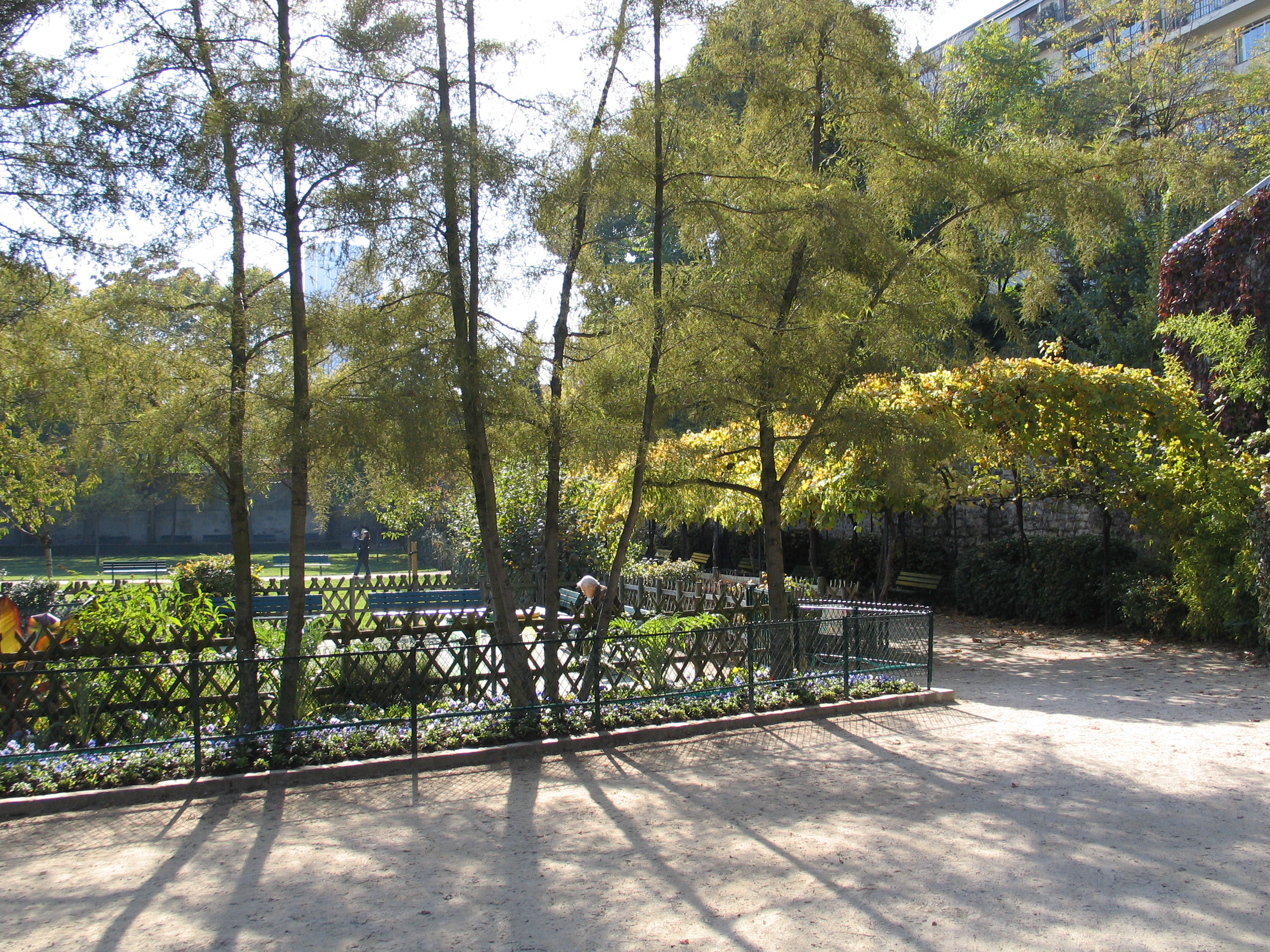
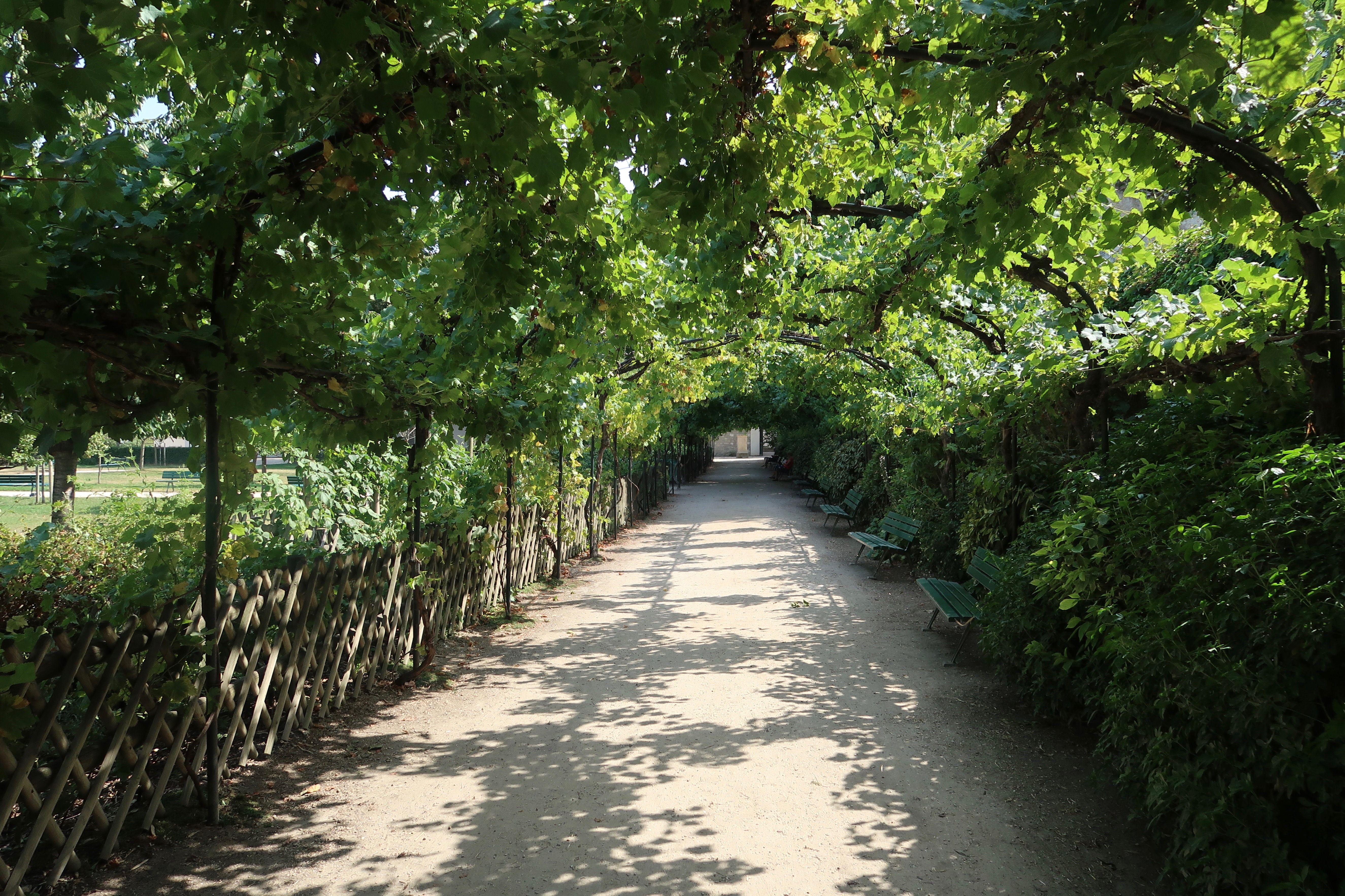
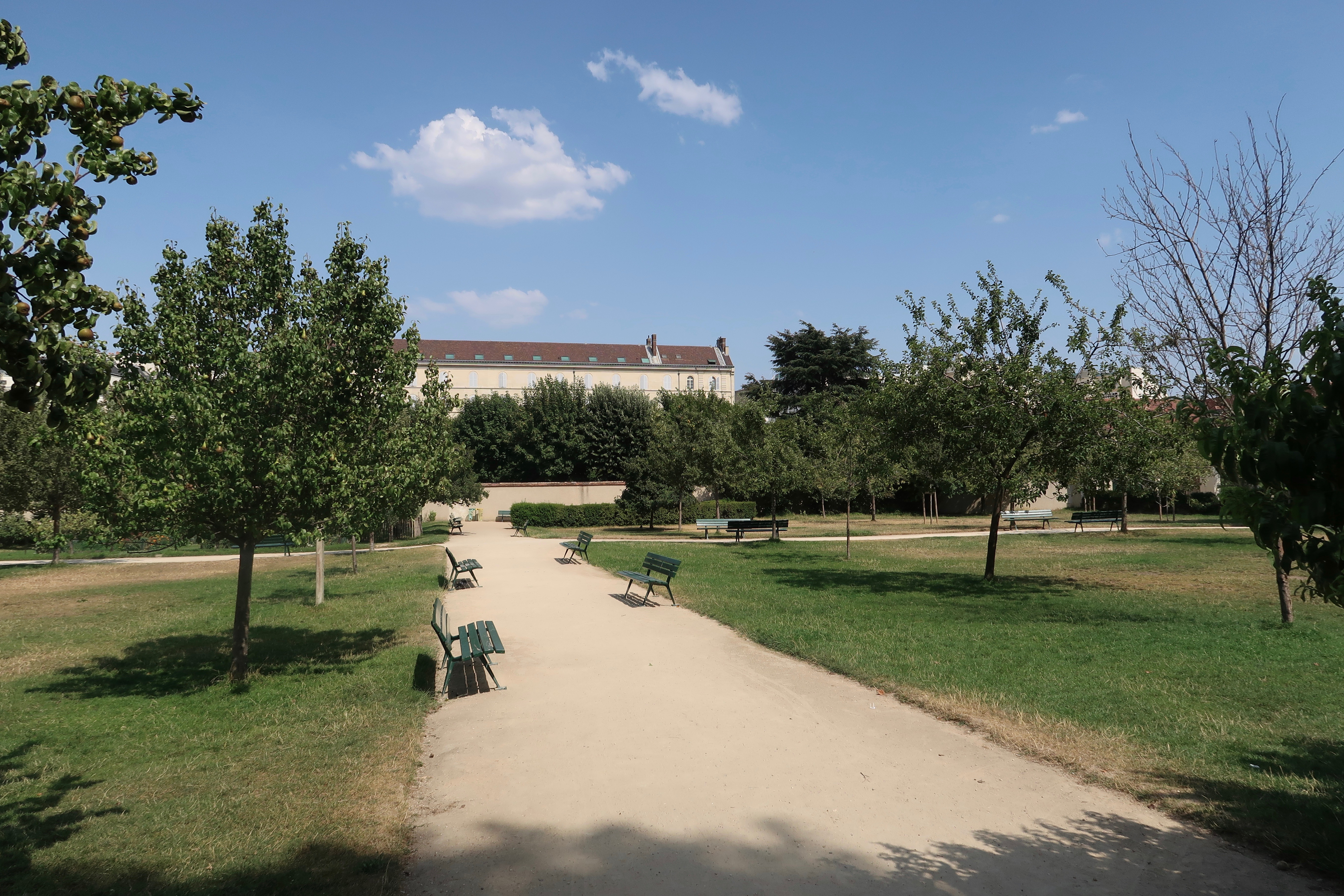
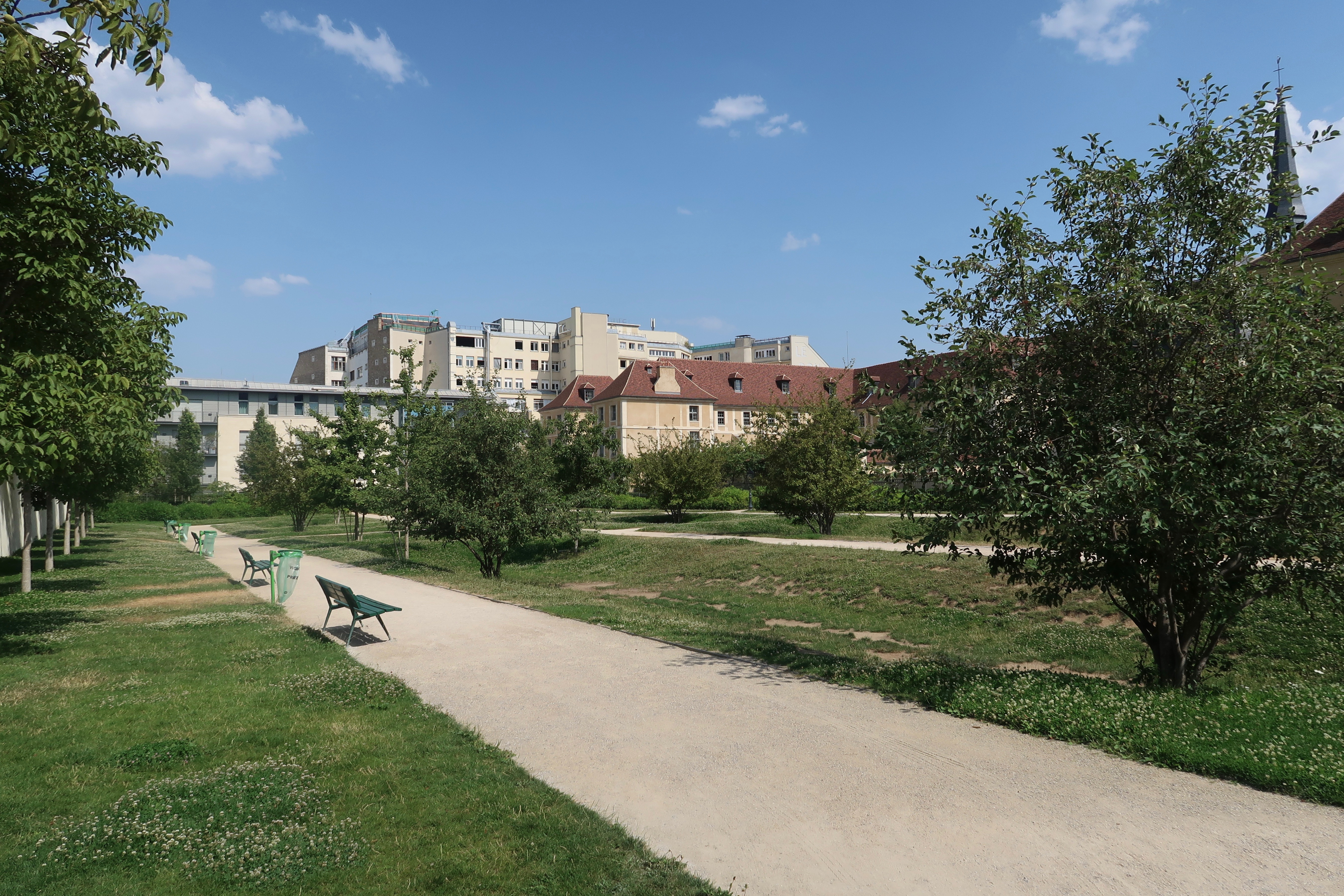
Potager.

Depuis les années 2000, le jardin permet d'accéder, au fond, à l'ancien jardin du potager de l'hospice des Incurables (devenu hôpital Laennec et réaménagé à la même période).